# 绥安县 (东晋)
绥安县，中国古县名。
东晋义熙九年（413年）置，治所在福建省云霄县西林。属义安郡。南朝时仍属义安郡，南齐时，曾为郡治。隋朝初年，属建安郡，开皇十二年（592年）废。